# Glauco Servadei
Glauco Servadei (27 de julho de 1913 — 27 de dezembro de 1968) foi um ciclista italiano que competia em provas de ciclismo de estrada. Ele venceu seis etapas do Giro d'Italia e duas no Tour de France.
Sendo um dos representes da Itália nos Jogos Olímpicos de Berlim 1936, Servadei competiu na estrada individual e por equipes. Tornou-se um ciclista profissional em 1936 e competiu até o ano de 1950.

## Palmarès
1931
Giro dell'Emilia
1937
Giro d'Italia:
Vencedor das etapas 15 e 18
1938
Tour de France:
Vencedor das etapas 6B e 20
1939
Giro d'Italia:
Vencedor da etapa 9A
1940
Giro d'Italia:
Vencedor das etapas 6, 14 e 18
1942
Coppa Bernocchi
Milano - Mantova
1943
Giro della Provincia di Milano